# 大泽铁男
大泽铁男（日语：／ Osawa Tetsuo，1936年6月14日—），日本男子自行车运动员。他曾代表日本参加1958年亚洲运动会自行车比赛，获得一枚金牌。他也曾参加1956年和1960年夏季奥林匹克运动会。